# Conandron
Conandron é um género botânico pertencente à família Gesneriaceae.

## Espécies
- Conandron minor
- Conandron ramondioides
- Conandron rhynchotechioides